# Acronicta anthracina
Acronicta anthracina là một loài bướm đêm trong họ Noctuidae.